# Droga ekspresowa S69
Die Droga ekspresowa S69 (pol. für „Schnellstraße S69“) war eine Schnellstraße in Polen und verband bis zum 4. August 2016 die Schnellstraße S1 in Bielsko-Biała über Żywiec mit dem Grenzübergang Zwardoń-Myto, wo sie auf die slowakische Autobahn D3 traf. Die geplante Gesamtlänge betrug 48 Kilometer.
Sie war ein Teil des Paneuropäischen Verkehrskorridors VI, Danzig/Tallinn–Warschau–Bratislava.

## Geschichte
Im Zuge der Änderung des Schnellstraßennetzes durch einen Beschluss der Regierung vom 19. Mai 2016 wurde die Trasse der S69 in den Verlauf der Schnellstraße S1 eingegliedert. Die S1 führt nun zur slowakischen Grenze, während die neu eingerichtete Schnellstraße S52 von Bielsko-Biała zur tschechischen Grenze verläuft. Durch Anpassung der Beschilderung verschwand die S69 offiziell Anfang August 2016 aus dem Schnellstraßennetz und dem Netzplan der GDDKiA.